# Gynoplistia (Cerozodia) interrupta
Gynoplistia (Cerozodia) interrupta is een tweevleugelige uit de familie steltmuggen (Limoniidae). De soort komt voor in het Australaziatisch gebied.